# 버추어 파이터 5
《버추어 파이터 5》(Virtua Fighter 5, バーチャファイター5)는 2005년 11월 26일 제작된 세가의 격투 게임이다.
2021년 6월 1일, 플레이스테이션 4로 본작의 리마스터작인 《버추어 파이터 5: 얼티밋 쇼다운》이 발매되었다.

## 스토리
제 4회 세계격투 토너먼트 결승전에서 사력을 다해 싸운 순디와 카게마루의 앞에 난입하는 듀랄. 듀랄화한 어머니와 츠기카게를 막기위해 남다른 각오를 하고 자신의 손으로 듀랄을 파괴한 카게마루였지만 그것은 양산화된 듀랄 중에 하나에 지나지 않았다.
이 결승전에서의 사건을 계기로 J6에서는 양산형 듀랄의 강화 및 그에 필요한 새로운 실험체의 확보가 필요하게 되었다. 그리하여 표적이 된 것이 바넷사 루이스였다. 제 4회 세계 격투 토너먼트에 참가중이던 바넷사를 납치해 츠키카게와 마찬가지로 듀랄화하려 했지만 직전에 누군가에 의해 바넷사는 구출된다.
비록 바넷사의 듀랄화에는 실패했지만 그녀의 전투 데이터를 해석해서 J6는 더욱 강화된 고성능형 V-듀랄의 개발에 성공하고 그후 J6는 제5회 세계토너먼트 개최를 계획, V-듀랄을 투입하여 그 성능을 테스트하는 한편, 바넷사를 구출한 내통자를 꾀어내기로 한다.
J6의 야망, 그리고 격투가들의 다양한 생각을 품고 세계 격투 토너먼트는 다시금 시작되려 하고 있었다.

## 모드
버추어 파이터 5에는 다양한 모드가 있는데,
- 아케이드 모드- CPU가 조작하는 캐릭터를 쓰러뜨리는 전 8 스테이지의 모드 도중 난입이 가능하다.
- VS.모드 - 대전 전용 모드로, 무선 컨트롤러가 2개 이상 있어야 한다.
- 퀘스트 모드- 라이벌들과 싸움을 반복하는 모드로, 세가 어뮤즈먼트 센터의 대인전을 가상 체험할 수 있다.
- 도조 모드- 연습용 모드이다.
- VF.TV 모드- 리플레이나 무비를 감상할 수 있다.
- 커스터마이즈 모드-캐릭터 데이터를 변경할 수 있다.

캐릭터는 처음 실행시 "新規データ作成"을 통해 데이터를 저장할 수 있다.
| 평론사                    | 점수                   |                        |
| ------------------------- | ---------------------- | ---------------------- |
| 1UP                       | A+                     | A+                     |
| Gamer.tm                  | 9 out of 10            | 9 out of 10            |
| Game Informer             | 9 out of 10            | 9 out of 10            |
| IGN                       | 9 out of 10            | 9 out of 10            |
| Eurogamer                 | 9 out of 10            | 9 out of 10            |
| OXM                       | 9 out of 10            | 9 out of 10            |
| Electronic Gaming Monthly | 9.5, 10, 9.5 out of 10 | 9.5, 10, 9.5 out of 10 |
| Famitsu                   | 34 out of 40           | 34 out of 40           |
| 게임트레일러스            | 88 out of 100          | 88 out of 100          |
| 오피셜 엑스박스 매거진    | 9.0/10                 | 9.0/10                 |
| IGN                       | 8.8 out of 10          | 8.8 out of 10          |
| GameSpot                  | 8.1 out of 10          | 8.1 out of 10          |